# Melanitis andamanica
Melanitis andamanica är en fjärilsart som beskrevs av Evans 1924. Melanitis andamanica ingår i släktet Melanitis och familjen praktfjärilar. Inga underarter finns listade i Catalogue of Life.